# Наум (Илиевский)
Митрополит Наум (макед. Митрополит Наум, в миру Дзвонимир Илиевский, макед. Sвонимир Илиевски; род. 13 декабря 1961, Скопье, Социалистическая Республика Македония) — епископ Македонской православной церкви, митрополит Струмицкий.

## Биография
По окончании среднего образования поступил в Юридический институт «Юстиниан I» при Университета святых Кирилла и Мефодия в Скопье. Увлекался мотоспортом, гоняясь по улицам Скопья. Окончил и Богословский институт «Святого Климента» Охридского в Скопье. Активно владеет греческим, английским и русским языками.
В мае 1987 года уехал на Афон, где вступил в братию монастыря Григориат на горе Афон, где в 1991 году архимандритом Георгием (Капсанисом) пострижен в великую схиму с именем Наум в часть святителя Наума Охриского.
В 1993 году митрополитом Триккским и Стагонским Алексием (Михалопулосом) (Элладская православная церковь) был рукоположён в сан иеродиакона.
В 1994 году за пределами Афона встретился с иерархом неканонической Македонской православной церкви митрополитом Преспанско-Пелагонийским Петром (Каревским), которой от имени Синода МПЦ предложил иеромонаху Науму вернуться с горы Афон и быть настоятелем монастыря в Македонии. Наум, после восьми лет монашеской жизни на Афоне, соглашается поехать и потрудиться в деле возрождение монашества в своей стране, при условии посвящения в сан епископа.
15 августа 1995 года митрополитом Аржешским Каллиником (Аргату) (Румынская православная церковь) — в сан иеромонаха.
По приглашению митрополита Петра, возвращается в Македонию и переходит в неканоническую Македонскую православную церковь, где в возведён в сан архимандрита и назначен настоятелем монастыря Пресвятой Богородиы Элеусы в Струмице.
27 августа 1995 года Священным Синодом Македонской православной церкви избран митрополитом Струмицким. 28 августа в Струмице рукоположён во епископа Струмицкого с возведением в сан митрополита. Хиротонию возглавил предстоятель Македонской православной церкви Михаил (Гогов). 28 августа того же года Священным Архиерейским Синодом Македонской Православной Церкви возведен на престол в качестве правящего Архиерея Струмицкой епархии с титулом Митрополита Струмицкого.
Увлекается спортивной стрельбой и пользуется тиром, который расположен недалеко от Струмицкого монастыря. Министр внутренних дел Любе Бошкоский МВД подарил Науму арбалет во время на празднике полиции.
По его инициативе в 2000 году начал выходить православный периодический журнал «Премин». По его инициативе и его трудами был запущен и поддерживался официальный сайт македонской Православной Церкви.
В 2008 году защитил докторскую диссертацию «Исихазм в афонском монашестве 20-го века» на Богословском институте при Университете «Святого Климента Охридского» в Софии.
С 2010 года является доцентом Педагогического института при Университете «Святого Климента Охридского» в г. Битола. В 2015 году окончил курс клинической психологии на Международном Славянском Университете имени Гаврилы Романовича Державина в городе Святой Никола и защитил кандидатскую диссертацию на тему «Психологические аспекты потери, тоски и преодоление чувства потери члена семейства».
Член комиссии Македонской Православной Церкви по переговорам с Сербской Православной Церковью и другими поместными Православными Церквями.

## Труды и сочинения
Перевод с русского языка на греческий
- ΑΓΙΟΣ ΜΑΞΙΜΟΣ Ο ΓΡΑΙΚΟΣ Ο ΦΩΤΙΣΤΗΣ ΤΩΝ ΡΩΣΩΝ («Святой Максим Грек, просветитель Руси»), ΙΕΡΑ ΜΟΝΗ ΟΣΙΟΥ ΓΡΗΓΟΡΙΟΥ ΑΓΙΟΥ ΟΡΟΥΣ, 1991.

перевод с греческого на македонский язык
- «От маски до личности» Пергамского Митрополита Иоанна Д.Зизиуласа, 1998
- «О духе и жизни» Старца Софрония (Сахарова), 1999
- «Введение в монашескую жизнь» Старца Паисия, 1999
- «Исихастские свидетельства» старца Иосифа Спилеота, 1999
- «Святой Григорий Палама и православная мистика» Иоанна Майендорфа, 2001
- «Поучения в Иисусовой молитве» старца Ефрема Филофейского, 2001

В 2000 году получает награду «Архиепископ Гаврил» за перевод с греческого языка книги «Исихастские свидетельства», в издательстве монастыря Святого Леонтия с. Водоча. Награда учреждается Союзом литературных переводчиков Македонии за самый успешный перевод духовной литературы. Почетный член общества писателей Р.Македонии.
Собственные сочинения
До настоящего времени объявлено 13 книг с пастырскими посланиями, письмами, беседами, интервью и аскетическо-исихастскими эссе Струмицкого Митрополита Наума:
- «Православная Церковь и Уния», 1992
- «Слово из Элеусы», 2001
- «Слово из Водочи», 2002
- «Столкновение с абсурдом», 2007
- «И я вам не скажу…», 2008
- «Исихазм в афонском монашестве 20 века (Умносердечная молитва в гармонии с аскетическо-исихастским подвигом)», 2009
- "Не знаете какого вы духа ", 2010
- «Школа исихазма — начальная», 2011
- «Плодоносная девственность», 2012
- «Одно только нужно», 2013
- «Преодоление дуализма», 2014
- «Переход от душевного к духовному», 2015
- «Новые личностные отношения», 2016.

В электронном виде на английском языке объявлены книги: «И я вам не скажу…» и 1 2?s=dmusic&ie=UTF8&qid=1442506555&sr=8-2&keywords=metropolitan+nahum+of+strumica «Одно только нужно»
Книга «И я вам не скажу…» переведена и объявлена на румынском и болгарском языках.
По его инициативе и его стараниями с 2000 года подготовляется и выходит православный периодический журнал «Переход».
Подготовка и функционирование официальной веб-страницы Македонской Православной Церкви — Охридская Архиепископия — его инициатива и труд.
Амбулаторный центр приема, обработки и длительного лечения болезней зависимости "Святой Елизаветы " в Струмице и Терапевтический центр «Покров» в селе Водоча также представляют собой результат его личного участия и заботы.

### Научные симпозиумы
- Научный симпозиум по поводу 2000-летия христианства: «Христианство в культуре и искусстве Струмицкой епархии», в монастыре в с. Водоча, в августе 2000 года, на котором выступил со вступительным докладом «Беседа в Водоче»;
- Научный симпозиум «Скопье между античным и современным временами», в рамках манифестации «Дни Юстиниана 1», Скопье, 11-13.05.2006, на тему: «Роль царя Юстиниана Первого в континуитете организованной духовной жизни в Македонии»;
- IV Македонский психиатрический конгресс с международным участием, Охрид, 27-31.05.2009, на тему: «Основы православной психотерапии»;
- Международный симпозиум «Триалог между авраамическими религиями: юдаизм-христианство-ислам (повторное открые традиций и ценностей)», Софийский Университет, 13-15.11.2009, на тему: "Роль и функция религиозного руководителя в Православной Церкви;
- Международная научная конференция «1100-летие по упокоении святого Наума Охридского», Охрид, 3-5.10.2010, в организации МПЦ-ОА, на тему: «Святоотеческое толклвание — раскрытие внутренней духовной жизни святого Наума Охридского»;
- Международная научная конферения «Святой Наум Охридский и славянская духовная, культурная и письменная традиции», в Охриде, 4-7.11.2010, в организации Университета «Святых Кирилла и Мефодия» Скопье, на тему: «Святой Наум Охридский и существенный континуитет христианского предания»;
- Приложения (Official Journal of the Macedonian Academy of Sciences and Arts), Македонская Академия науки и искусства, Отделение медицинских наук, Скопье, на тему: «Basics оf the Ascetical (Christian) Psychotherapy», ISSN 18579345, XXXVI 1, Скопье, 2015, стр. 165—173;
- 4th PAR International Leadership Conference: «Change Leadership: Key to Successful Growth», Опатия, Хорватия, 13-14 март 2015 г., на тему: «Spiritual Crisis of Leadership»;
- Вторая международная научная конференция «О душе» Скопье, 1-3 июня 2016 года, в организации Общества компаративной литературы Македонии, Скопье, на тему: «Православный аспект души, с особым взглядом на различия между умом и разумом»;
- DGPPN Congress, Berlin, 2016, «Psyche — Mensch — Gesellschaft», 23-26 November 2016, CityCube Berlin, на тему: «Basics of Christian Psychotherapy — Integration of Psychology and Spirituality in the Psychotherapy»;
- DGPPN Congress, Berlin, 2016, «Psyche — Mensch — Gesellschaft», 23-26 November 2016, CityCube Berlin, на тему: «Therapeutic Community POKROV — Integrative Concept in the Treatment of Addictions and Hazard»;
- 13th International Conference on Social Sciences, Vienna, 6-7 October 2017, «Sociological Dimensions of the FCP Method according to Christian Psychotherapy in Coping with Stress and Suffering», European Center for Science Education and Research, Conference Proceedings, Volume I, стр. 183—188.